# Micropoltys
Micropoltys is een geslacht van spinnen uit de  familie van de wielwebspinnen (Araneidae).

## Soorten
- Micropoltys baitetensis Smith & Levi, 2010
- Micropoltys debakkeri Smith & Levi, 2010
- Micropoltys heatherae Smith & Levi, 2010
- Micropoltys placenta Kulczyński, 1911